# Vesna Požgaj Hadži
Vesna Požgaj Hadži, hrvaška slavistka, * 14. oktober 1955, Čakovec, Hrvaška.

## Življenje
V rojstnem kraju je obiskovala osnovno šolo Belica. Leta 1974 je končala Gimnazijo Josipa Slavenskega v Čakovcu, leta 1979 pa je diplomirala na Filozofski fakulteti Univerze v Zagrebu iz jugoslovanskih jezikov in književnosti ter ruskega jezika in književnosti. Na tej fakulteti je leta 1982 vpisala tudi magistrski študij in leta 1985 tudi uspešno zagovarjala magistrsko nalogo z naslovom: Metodični postopki popravljanja napak, nastalih zaradi interference slovenskega jezika. S tem je pridobila naziv magistrice znanosti s področja metodike, s poudarkom na metodiki poučevanja hrvaškega in srbskega jezika ter književnosti.  Filozofski fakulteti v Zagrebu je leta 1995 tudi doktorirala z disertacijo Korekcija govornih napak študentov hrvaškega jezika, ki jim je slovenščina materni jezik, in pridobila naziv doktorice družboslovnih, humanističnih in teoloških ved s področja jezikoslovja.
Po diplomi  je nekaj časa delala v knjižnici Zaprešić, leta 1979 pa jo je republiški komite za izobraževanje, kulturo ter znanstveno in tehnično kulturo Republike Hrvaške izbral za lektorico hrvaškosrbskega jezika na Ljudski univerzi v Pekingu. Tam je delala dve leti (1980–1981), kasneje pa na Inštitutu za tuje jezike v Pekingu. Od leta 1982 do leta 1996 je bila lektorica hrvaškosrbskega jezika in književnosti na Filozofski fakulteti Univerze v Ljubljani, na Oddelku za slovanske jezike in književnosti, od leta 1996 pa je na tej fakulteti docentka za hrvaški in srbski jezik in od leta 2002 izredna profesorica za področje hrvaškega in srbskega knjižnega jezika.

## Znanstvenoraziskovalna dejavnost
Težišče njenega znanstvenoraziskovalnega dela je kontrastivno preučevanje  hrvaščine, srbščine ter slovenščine s teoretičnega in uporabnega vidika. Teoretični del je vezan na preučevanje hrvaškega in srbskega jezika kot materinščine in tujih jezikov, ter kontrastivne projekte. Pri svojem delu izhaja iz teoretičnih in metodoloških postavk Filipovićeve kontrastivne šole in Zagrebške fonetične šole, pri čemer so v ospredju zlasti  interference, medjezik in tuji naglas. Od leta 2000 so v njene kontrastivne raziskave vključeni tudi psiho in sociolingvistični stiki, pri čemer se ukvarja zlasti s stereotipi in odnosom govorcev do hrvaščine, srbščine, bosanščine in slovenščine kot tujih jezikov, interkulturno komunikacijo, sporazumevalno zmožnostjo v večjezičnem okolju in razlikami med novonastalimi jezikovnimi standardi. S temi je bila povezana tudi vrsta bilateralnih projektov, ki jih je vodila ali pa pri njih sodelovala. O raziskovalnem delu redno poroča na domačih in mednarodnih znanstvenih srečanjih.

## Pedagoška dejavnost
Uporabni del kontrastivnih in sociolingvističnih preučevanj je razviden predvsem iz njenega  pedagoškega dela. Od izvolitve za naziv docentke sodeluje pri podiplomskih programih študija slavističnega oddelka in drugih jezikovnih programih na  Filozofski fakulteti Univerze v Ljubljani, ter v tujini na  Filozofski fakulteti v Zagrebu,  Filozofski fakulteti v Pulju,  Filozofski fakulteti na Reki,  Filološki fakulteti v Novem Sadu , Učiteljski akademiji v Zagrebu in  Hrvaški študiji v Zagrebu.

## Strokovna in organizacijska dejavnost
Njeno strokovno delo je povezano z uvajanjem hrvaščine in srbščine kot izbirnih predmetov v devetletni osnovni šoli ter promocijo teh jezikov v slovenskem prostoru. Od leta 1998 do 2000 je bila predsednica Kurikularne komisije za hrvaščino kot izbirni predmet, na slovenski osnovni šoli in od leta 2000 predsednica PS hrvaščina pri Zavodu Republike Slovenije za šolstvo. Od leta 2000 vodi seminarje stalnega strokovnega spopolnjevanja strokovnih delavcev v vzgoji in izobraževanju za hrvaščino kot izbirni predmet. Sodeluje tudi pri programih za izobraževanje lektorjev slovenščine kot drugega/tujega jezika v organizaciji Centra za slovenščino kot drugi/tuji jezik na Filozofski fakulteti v Ljubljani. Od leta 1996 vodi pripravljalne seminarje in izpite za sodne tolmače v organizaciji Ministrstva za pravosodje Republike Slovenije ter izpite iz znanja hrvaščine in srbščine na visoki ravni, ki jih v Sloveniji izvaja samo Filozofska fakulteta Univerze v Ljubljani. Sodelovala je tudi pri izdelavi kulrikuluma za pouk hrvaščine v tujini, ki ga je pripravilo Ministrstvo za šolstvo in šport Republike Hrvaške leta 2002. Med leti 1995 in 2000 je bila tudi članica Sveta za tuje jezike pri Uradu za šolstvo Republike Slovenije.
Kot članica programskega odbora je sodelovala tudi pri pripravi konference Jezikovne tehnologije za slovenski jezik, mednarodna multi-konferenca Informacijska družba IS‘ 98 v Ljubljani leta 1998 in mednarodnega znanstvenega srečanja Jezična politika i jezična stvarnost v Splitu leta 2007. Bila je tudi predsednica organizacijskega odbora Prvega in Drugega slovensko-hrvaškega slavističnega srečanja v letih 1999 in 2001.
V okviru Filozofske fakultete v Ljubljani je bila od leta 1995 do 2000 koordinatorka mreže CEEPUS A–128, med leti 1997 in 2000 članica  komisije Filozofske fakultete in od leta 2000 predsednica nostrifikacijske komisije. Od leta 2000 je članica senata FF, kjer od leta 2002 vodi Katedro za hrvaški in srbski jezik na Oddelku za slavistiko.

## Zaposlitve
- 1980: Narodna univerza in Inštitut za tuje jezike v Pekingu, Ljudska republika Kitajska
- 1982: Filozofska fakulteta Univerze v Ljubljani

## Raziskovalno delo in projekti
- 1995–2000 nosilka projekta Kontrastivni komunikacijski sistemi učenja slovenščine in sosednjih jezikov ( hrvaščine, nemščine, italijanščine , madžarščine
- 2004: Članica PS Slovenski jezik-bazične, kontrastivne in aplikativne raziskave
- 2009 monografije: O jezikovni situaciji v novonastalih državah bivše Jugoslavije.
- 2009 monografija: Jezik između lingvistike i politike

- 1999 in 2005 vodja petih bilateralnih projektov med Slovenijo, Hrvaško, Srbijo in BiH
- 2000 in 2003 konzulentka na zagrebškem projektu Tempus:Sporazumevalna zmožnost v večjezičnem okolju
- 2006 in 2007 vodja projekta Analiza diskurza- k interkulturni komunikaciji med Republiko Slovenijo in BiH
- 2006 in 2009 članica projekta Razlike izmedu bosanskog/bošnjačkog, hrvatskog i srpskog jezika na inštitutu za slavistiko Univerze Karla Franca v Gradcu
- 2021: Izzivi kontrastivnega jezikoslovja (knjiga)
- 2022: Oblikovanje jezika in njegovo razdruževanje: od srbohrvaščine do hrvaščine, srbščine, bosanščine in črnogorščine